# 55 Steps
Pour plus de détails, voir Fiche technique et Distribution.
55 Steps est un film dramatique germano-belge réalisé par Bille August, sorti en 2017.

## Synopsis
L'histoire vraie d'une amitié et complicité féminine entre deux femmes que tout oppose.
Avocate des droits des patients, Colette Hugues devient l'avocate d'Eleanor Riese, une patiente schizophrène de l’unité de psychiatrie d’un hôpital de San Francisco. Ensemble, elles vont se lancer dans une bataille juridique pour améliorer le traitement des personnes atteintes de troubles (neuro-) psychiatriques maltraitées et laissées-pour-compte dans les hôpitaux.
En parallèle, Eleanor va tout faire pour transformer la vie bourgeoise et trop rangée de Colette.

## Fiche technique
- Titre original et français : 55 Steps
- Réalisation : Bille August
- Scénario : Mark Bruce Rosin
- Photographie : Filip Zumbrunn
- Montage : Hansjörg Weißbrich
- Musique : Annette Focks
- Production : Sara Risher et Mark Bruce Rosin
- Sociétés de production : Elsani Film, Aloe Entertainment, ChickFlicks Productions, MMC Movies, Mass Hysteria Entertainment et Potemkino Port
- Société de distribution : Warner Bros
- Pays de production :  Allemagne,  Belgique
- Langue originale : anglais
- Format : couleurs
- Genre : drame
- Durée : 115 minutes
- Dates de sortie : 
  - Canada : 7 septembre 2017 (Festival international du film de Toronto)
  - Allemagne : 3 mai 2018
  - France : 7 août 2019 (vidéo)

## Distribution
- Helena Bonham Carter (VF : Laurence Bréheret) : Eleanor Riese
- Hilary Swank (VF : Marjorie Frantz) : Colette Hugues
- Jeffrey Tambor (VF : Gérard Darier) : Morton Cohen
- Tim Plester (en) : Robbie
- Michael Culkin (VF : Richard Leroussel) : juge Farelly
- Jonathan Kerrigan : Dr. Bardy
- Vincent Riotta (en) (VF : Thierry Walker) : James Adams
- Douglas Reith : juge Raymonf
- Richard Riddell : Arno
- Johan Heldenbergh (VF : Sylvain Agaësse) : Robert
- Richard Laing : Ben Clandon
- Doreen Mantle : la mère d'Eleanor
- Anneika Rose : Margie